# Liste deutscher Filmregisseure
Diese Liste enthält Spiel-, Experimental-, Animations- und Dokumentarfilmregisseure, die an deutschen Filmen mitwirkten. Nicht berücksichtigt sind Regisseure, die ausschließlich fürs Fernsehen arbeiten. Es gibt eine eigene Liste von Filmregisseuren der DDR und  eine  Liste österreichischer Filmregisseure.
Die  meisten der hier aufgeführten Filmregisseure  und Regisseurinnen waren in mehreren Jahrzehnten aktiv. Eingeordnet sind sie im Zeitraum, in dem sie ihren ersten langen Kinofilm in eigener Regie gedreht haben.

## Früher Stummfilm (vor 1918)
Spielfilm: Emil Albes, Georg Alexander, Alexander von Antalffy, Rudi Bach, Felix Basch, Martin Berger, Fritz Bernhardt, Rudolf Biebrach, Georg Bluen, Carl Boese1, Heinrich Bolten-Baeckers, Reinhard Bruck, Carl Buderus, Eugen Burg, Josef Coenen, Ludwig Czerny, Gerhard Dammann, Nunek Danuky, Charles Decroix, Joseph Delmont, Siegfried Dessauer, Carl Theodor Dreyer, Franz Eckstein, Edmund Edel, Richard Eichberg1, Friedrich Fehér, Jakob Fleck, Luise Fleck, Carl Froelich1, Urban Gad, Henrik Galeen, Adolf Gärtner, Karl Gerhardt, Rochus Gliese, Willy Grunwald, Johannes Guter1, Alfred Halm, Emmerich Hanus, Martin Hartwig, Heinz Karl Heiland, Franz Hofer, Eugen Illés, Georg Jacoby1, Emil Justitz, Phil Jutzi1, Danny Kaden, William Kahn, Fritz Kampers, William Karfiol, Uwe Jens Krafft, Albert Kutzner, Fritz Lang, Viggo Larsen, Leo Lasko, Paul Leni, Richard Löwenbein, Ernst Lubitsch, Max Mack, Hubert Marischka1, Kurt Matull, Joe May, Rudolf Meinert, Arthur Mellini, Hubert Moest, Wolfgang Neff, Alwin Neuß, Max Obal1, Hans Oberländer, Richard Oswald, Paul Otto, Karl Pahl,  Siegfried Philippi, Harry Piel1, Franz Porten, Rosa Porten, Bruno Rahn, Louis Ralph, Rolf Randolf1, Ernst Reicher, Robert Reinert, Max Reinhardt, Otto Rippert, Arthur Robison1, Stellan Rye, Fred Sauer1, Gebhard Schätzler-Perasini, Heinz Schall, Walter Schmidthässler, Carl Schönfeld, Gustav Schönwald, Franz Seitz sen.1, Carl Sonnemann,  Jaap Speyer, Curt A. Stark, Josef Stein, Gustav Trautschold, Arthur Ullmann, William Wauer, Paul Wegener1, Arthur Wellin, Konrad Wiene, Robert Wiene1, Carl Wilhelm, Carl Heinz Wolff1, Paul von Woringen, Friedrich Zelnik, Willy Zeyn senior, Bruno Ziener, Rudolf del Zopp.
Spiel- und Dokumentarfilm: Hanna Henning
Dokumentarfilm: Max Skladanowsky
1 Auch in der Zeit des Nationalsozialismus aktiv

## Später Stummfilm (1918–1930)
Spielfilm: Alfred Abel, Willy Achsel, Georg Asagaroff, Carl Balhaus, James Bauer, Hanns Beck-Gaden, Hans Behrendt, Kurt Bernhardt, Arthur Bergen, Josef Berger, Ludwig Berger, Curt Blachnitzky, Carl-Heinz Boese, Géza von Bolváry1, Mario Bonnard, Heinrich Brandt, Peter Paul Brauer1, Guido Brignone1, Dimitri Buchowetzki, Georg Burghardt, Conny Carstennsen, Nils Chrisander, Graham Cutts, Ludwig Czerny, Géza von Cziffra1, Paul Czinner, Constantin J. David, Wilhelm Dieterle, Robert Dinesen, Marie-Louise Droop, Ewald André Dupont, Slatan Dudow 2, Bruno Eichgrün, Alwin Elling1, E. W. Emo1, Erich Engel1, Peter Paul Felner, Jacques Feyder, Karl Freund, Eberhard Frowein, Werner Funck, Svend Gade, Carmine Gallone1, Augusto Genina, Curt Goetz, Heinz Goldberg, Karl Grune, Heinz Hanus, Paul Heidemann, Edmund Heuberger, Werner Hochbaum1, Wolfgang Hoffmann-Harnisch, Artur Holz, Johann Alexander Hübler-Kahla, Viktor Janson1, Fritz Kaufmann, Robert Leffler, Paul Legband, Adolf Edgar Licho, Erik Lund, Holger-Madsen, Nunzio Malasomma1, Karlheinz Martin1, Philipp Lothar Mayring1, Lothar Mendes, Romano Mengon, Johannes Meyer1, Leo Mittler, Friedrich Wilhelm Murnau, Max Neufeld, Manfred Noa, Max Nosseck, Franz Osten, Georg Wilhelm Pabst1, Heinz Paul1, Lupu Pick, Alexander Rasumny, Willy Reiber, Max Reichmann, Hans Richter, Gennaro Righelli, Franz Schmelter, Erich Schönfelder, Reinhold Schünzel1, Paul Ludwig Stein, Hans Steinhoff1, Robert A. Stemmle1, Joe Stöckel1, Gustav Ucicky1, Wilhelm Thiele, Alfred Tostary, Viktor Tourjansky1, Otz Tollen, Adolf Trotz, Berthold Viertel, Rudolf Walther-Fein, Erich Waschneck1, Fritz Wendhausen, Ernst Wendt, Adolf Wenter, Hans Werckmeister, Ludwig Wolff, Willi Wolff, Alfred Zeisler, Alf Zengerling1.
Animationsfilm: Lotte Reiniger1
Spiel- und Dokumentarfilm: Albrecht Viktor Blum, Arnold Fanck1, Kurt Gerron, Johannes Guter1, Marie Harder, Ernő Metzner, Curt Oertel1, Hans Schomburgk1.
Experimental-, Animations- und Dokumentarfilm: Walther Ruttmann
Dokumentarfilm: Gertrud David, Ulrich Kayser, Paul Lieberenz1, Leni Riefenstahl1, Hubert Schonger1.
1 Auch in der Zeit des Nationalsozialismus aktiv

2 Nach dem Ende des Zweiten Weltkrieges bei der DEFA

## Früher Tonfilm (1928–1935)
Spielfilm: Jürgen von Alten 1, Karl Anton 1, Fritz Peter Buch1, Hans Deppe1, Erich Engels1, Willi Forst1, Herbert B. Fredersdorf1, Martin Frič1, Gustav Fröhlich1, Gustaf Gründgens1, Rolf Hansen1, Thea von Harbou1, Veit Harlan1, Karl Hartl1, Heinz Hille, Heinz Hilpert1, Hans Hinrich1, Carl Hoffmann1, Walter Janssen, Georg C. Klaren1+2, Charles Klein1, Werner Klingler1, Willi Krause (alias Peter Hagen), Wolfgang Liebeneiner1, Leopold Lindtberg, Anatole Litvak, Herbert Maisch1, Paul Martin1, Rudolf van der Noss1, Max Ophüls, Fedor Ozep, Arthur Maria Rabenalt1, Johannes Riemann1, Leontine Sagan, Eugen Schüfftan, Herbert Selpin1, Detlef Sierck1, Robert Siodmak, Mark Sorkin, Josef von Sternberg, Stefan Székely, Eugen Thiele, Luis Trenker1, Alfred Weidenmann, Bernhard Wenzel, Franz Wenzler1, Robert Wohlmuth, Alexander Wolkoff1, Frank Wysbar1, Hans H. Zerlett1.
Spiel- und Dokumentarfilm: Johannes Häußler1, Carl Junghans1, Anton Kutter1, Hubert Schonger1, Georg Zoch1.
1 Auch in der Zeit des Nationalsozialismus aktiv

2 Nach dem Ende des Zweiten Weltkrieges bei der DEFA

## Zeit des Nationalsozialismus
Spielfilm: Josef von Báky, Boleslaw Barlog, Eduard von Borsody, Hans-Robert Bortfeldt, Alfred Braun, Harald Braun, Ferdinand Dörfler, Ulrich Erfurth, Fritz Genschow, Richard Groschopp, Leopold Hainisch, Milo Harbich1, Veit Harlan, Heinz Helbig, Kurt Hoffmann, Helmut Käutner, Max W. Kimmich, Fritz Kirchhoff, Karl Georg Külb, Karl Leiter, Wolfgang Liebeneiner, Theo Lingen, Alois Johannes Lippl, Kurt Neumann, Paul Ostermayr (= Paul May), Hermann Pfeiffer, Günther Rittau, Karl Ritter, Heinz Rühmann, Hans Schweikart, Wolfgang Staudte, Alfred Stöger, Hans Thimig, Paul Verhoeven, Helmut Weiß, Eugen York.
Spiel- und Dokumentarfilm: Hans Bertram, Volker von Collande, Max Haufler, Roger von Norman.
Dokumentarfilm: Lothar Bühle, Fritz Hippler, Leo de Laforgue, Hans A. Lettow, Leni Riefenstahl, Ernst Schäfer, Hubert Schonger, Eugen Schuhmacher, Hanns Springer, Hans Weidemann.
1 Nach dem Ende des Zweiten Weltkrieges bei der DEFA

## Frühe Nachkriegszeit und 1950er-Jahre
Filmregisseure in den westlichen Besatzungszonen und in der BR Deutschland. 

### Spielfilm
- Hans Albin
- Axel von Ambesser
- Franz Antel
- Helmuth Ashley
- Albert Benitz
- Gerhard T. Buchholz
- Christian-Jaque
- Thomas Engel
- Wolfgang Glück
- Hans Grimm
- Peter Hamel
- Dietrich Haugk
- Richard Häußler
- Werner Jacobs
- Rudolf Jugert
- Johannes Kai
- Michael Kehlmann
- Erich Kobler
- Hans H. König
- Hermann Kugelstadt
- Hermann Leitner
- Georg Marischka
- Rolf Meyer
- Kurt Meisel
- Otto Meyer
- Hans Müller1
- Erik Ode
- John Olden
- Harald Philipp
- Peter Podehl
- Hans Quest
- Géza von Radványi
- Akos von Ratony
- Harald Reinl
- August Rieger
- Harald Röbbeling
- Jürgen Roland
- Hans Schott-Schöbinger
- Carl-Heinz Schroth
- Rudolf Schündler
- Franz Seitz junior
- Robert Sigl
- Rolf von Sydow
- Rolf Thiele
- Fritz Umgelter
- Ladislao Vajda
- Herbert Vesely
- Alfred Vohrer
- Wolfgang Wehrum
- Hermann Wenninger
- Bernhard Wicki
- Franz Peter Wirth
- Hans Wolff
- Edwin Zbonek

### Experimental- und Spielfilm
- Ottomar Domnick
- Peter Lilienthal

### Spiel- und Dokumentarfilm
- Thomas Harlan
- Peter Pewas
- Manfred Purzer
- Edgar Reitz
- Volker Schlöndorff
- Hubert Schonger
- Haro Senft

### Dokumentarfilm
- Hans Ertl
- Bernhard Grzimek
- Heinz Sielmann

## 1960er-Jahre
BR Deutschland

### Spielfilm
- Axel von Ambesser
- Helmuth M. Backhaus
- Wolfgang Bellenbaum
- Hans Billian
- Bernard Borderie
- Alois Brummer
- Erwin C. Dietrich
- Gustav Ehmck
- Ingemo Engström
- Jürgen Enz
- Rainer Erler
- Rainer Werner Fassbinder
- Hubert Frank
- Roger Fritz
- Hans W. Geissendörfer
- Nicolas Gessner
- Menahem Golan
- Franz Josef Gottlieb
- Jürgen Goslar
- Marran Gosov
- Ralf Gregan
- Wolf Gremm
- Falk Harnack
- Günter Hendel
- Ernst Hofbauer
- Adrian Hoven
- Eberhard Itzenplitz
- Theodor Kotulla
- Klaus Lemke
- Franz Marischka
- Joachim Mock
- George Moorse
- Alexis Neve
- Hansjürgen Pohland
- Johannes Schaaf
- Heinz Gerhard Schier
- Eberhard Schröder
- Jean-Marie Straub
- Rudolf Thome
- Margarethe von Trotta
- Stefano Vanzina
- Michael Verhoeven
- Harald Vock
- Peter Weck
- Hermann Wenninger
- Jochen Wiedermann
- Adolf Winkelmann
- Peter Zadek
- Rudolf Zehetgruber

### Spiel- und Animationsfilm
- Wolfgang Urchs

### Spiel- und Dokumentarfilm
- Robert van Ackeren
- Hartmut Bitomsky
- Hans-Christoph Blumenberg
- Jürgen Böttcher
- Gerd Conradt
- Klaus Emmerich
- Harun Farocki
- Peter Fleischmann
- Werner Herzog
- Roland Klick
- Alexander Kluge
- Dietrich Krausser
- Jeanine Meerapfel
- Marcel Ophüls
- Rolf Olsen
- Rosa von Praunheim
- Reginald Puhl
- Edgar Reitz
- Helke Sander
- Helma Sanders-Brahms
- Peter Schamoni
- Karl Schedereit
- Maximilian Schell
- Eckhart Schmidt
- Rolf Schübel
- Franz-Josef Spieker
- Ula Stöckl
- Hans-Jürgen Syberberg

### Experimental- und Spielfilm
- Werner Schroeter

### Experimental-, Spiel- und Dokumentarfilm
- Claudia von Alemann
- Jonatan Briel
- Holger Meins
- Wim Wenders

### Dokumentarfilm
- Peter H. Backhaus
- Günther Hörmann
- Peter Nestler
- Raimond Ruehl
- Klaus Wildenhahn

## 1970er-Jahre
BR Deutschland

### Spielfilm
- Herbert Achternbusch
- Dagmar Beiersdorf
- Walter Boos
- Peter F. Bringmann
- Christel Buschmann
- Damiano Damiani
- Doris Dörrie[1]
- Bernd Eichinger
- Eberhard Fechner
- Heidi Genée
- Siggi Götz (= Sigi Rothemund)
- Dominik Graf
- Peter Handke
- Reinhard Hauff
- Werner Herzog
- Ilse Hofmann
- Peter Krieg
- Norbert Kückelmann
- Achim Kurz
- Lothar Lambert
- Ulli Lommel
- Marianne Lüdcke
- Kurt Nachmann
- Hans Noever
- Gunter Otto
- Wolfgang Petersen
- Jochen Richter
- Josef Rödl
- Ottokar Runze
- Carl Schenkel
- Bernhard Sinkel
- Peter Stein
- Claus Tinney
- Margarethe von Trotta
- Hermann Wenninger
- Christian Ziewer

### Spiel- und Dokumentarfilm
- Hark Bohm
- Wolfgang Büld
- Danièle Huillet
- Thomas Mitscherlich
- Thorsten Näter
- Ulrike Ottinger
- Niklaus Schilling
- Katrin Seybold
- Rolf Silber
- Manfred Stelzer
- Claus Strigel

### Dokumentarfilm
- Niels Bolbrinker
- Johann Feindt
- Christoph Hübner
- Peter Heller
- Mehrangis Montazami-Dabui[2][3]
- Gisela Tuchtenhagen
- Bertram Verhaag
- Aribert Weis

### Experimental- und Dokumentarfilm
- Wilhelm Hein
- Ivo Barnabò Micheli
- Elfi Mikesch
- Hans Christof Stenzel

## 1980er-Jahre
BR Deutschland

### Spielfilm
- Arend Agthe
- Jo Baier
- Wolfgang Becker
- Andrew Birkin
- Rainer Boldt
- Christoph Böll
- Kai Borsche
- Jutta Brückner
- Detlev Buck
- Nenad Djapic
- Uli Edel
- Roland Emmerich
- Markus Fischer
- Hajo Gies
- Klaus Gietinger
- Nina Grosse
- Alexandra von Grote
- Oliver Herbrich
- Claudia Holldack
- Ralf Huettner
- Barbara Kappen
- Peter Keglevic
- Beate Klöckner
- Brigitte Krause
- Michael Lähn
- Rolf Liccini
- Caroline Link
- Stefan Lukschy
- Werner Masten
- Nikolai Müllerschön
- Vivian Naefe
- Hans Neuenfels
- René Perraudin
- Dieter Pröttel
- Bernd Schadewald
- Heiko Schier
- Christoph Schlingensief
- Claudia Schröder
- Xaver Schwarzenberger
- István Szabó
- Peter Timm
- Tom Tykwer
- Joseph Vilsmaier
- Otto Waalkes
- Maria Theresia Wagner
- Angelika Weber
- Aribert Weis
- Kai Wessel
- Karsten Wichniarz
- Sönke Wortmann

### Experimental- und Spielfilm
- Stephan Kayser
- Christoph Schlingensief

### Experimental-, Spiel- und Dokumentarfilm
- Esther Gronenborn
- Dirk Schäfer
- Peter Sempel

### Spiel- und Dokumentarfilm
- Percy Adlon
- Georg Brintrup
- Hannelore Conradsen
- Pepe Danquart
- Pia Frankenberg
- Nico Hofmann
- Hartmut Jahn
- Romuald Karmakar
- Peter Kern
- Dieter Köster
- Otto W. Retzer
- Thomas Schadt
- Hans-Christian Schmid
- Jan Schütte
- Monika Treut

### Dokumentarfilm
- Mehrangis Montazami-Dabui
- Klaus Stanjek

## 1990er-Jahre

### Spielfilm
- Thomas Arslan
- Andy Bausch
- Helmut Dietl
- Florian Gallenberger
- Hendrik Handloegten
- Raoul W. Heimrich
- Michael „Bully“ Herbig
- Oliver Hirschbiegel
- Hermine Huntgeburth[1]
- Vanessa Jopp
- Rainer Kaufmann
- Hape Kerkeling
- Andreas Kleinert
- Dagmar Knöpfel
- Wolfgang Kohlhaase
- Matthias Martens
- Anna Annegret Pein
- Ayşe Polat
- Angela Pope
- Oskar Roehler
- Carlo Rola
- Gernot Roll
- Margrét Rún
- Annelie Runge
- Angela Schanelec
- Horst Schier
- Anka Schmid
- Connie Walther
- Wolfgang Wambach
- Dieter Wedel

### Spiel- und Dokumentarfilm
- Fatih Akın
- Didi Danquart
- Michael F. Huse
- Michael Klier
- Christian Petzold
- Douglas Wolfsperger

### Dokumentarfilm
- Sylvie Banuls
- Elke Baur
- Heinz Brinkmann
- Karl-Heinz Dellwo
- Nives Konik
- Gerd Kroske
- Stanisław Mucha
- Götz Penner
- Daniel Sponsel
- Klaus Stanjek
- Uli Stelzner[4][5]
- Kerstin Stutterheim
- Georg Stefan Troller
- Thomas Walther[6][7]

## Gegenwart

### Spielfilm
- Maren Ade[1]
- Fatih Akin
- Bülent Akıncı
- Buket Alakuş
- Daniel Alvarenga
- Stefan Bartmann
- Anne Zohra Berrached
- Uwe Boll
- Uisenma Borchu
- Franz Böhm
- Detlev Buck
- Lars Büchel
- Bora Dagtekin
- Anika Decker
- Miriam Dehne
- Andreas Dresen
- Valentin Ebersold
- Birgit Eckelt
- Mara Eibl-Eibesfeldt
- Benjamin Eicher
- Florian Eichinger
- Roland Emmerich
- Sylke Enders
- Annette Ernst
- Max Färberböck
- Katinka Feistl
- Nora Fingscheidt[1]
- Frauke Finsterwalder
- Florian David Fitz
- Marc Forster
- Felix Fuchssteiner
- Dennis Gansel
- Katja von Garnier[1]
- Almut Getto
- Aelrun Goette
- Esther Gronenborn
- Nina Grosse
- Florian Gallenberger
- Mansour Ghadarkhah
- Matthias Glasner
- Markus Goller
- Alexander Hahn
- Benjamin Heisenberg
- Julia von Heinz[1]
- Veit Helmer
- Marek Helsner
- Florian Henckel von Donnersmarck
- Karoline Herfurth[1]
- Stefan Hering
- Helena Hufnagel
- Olaf Ittenbach
- Otto Alexander Jahrreiss
- Philipp Kadelbach
- Andreas Kannengießer
- Leo Khasin
- Dietmar Klein
- Dagmar Knöpfel
- Benedikt Maria Kramer
- Nicolette Krebitz[1]
- Marco Kreuzpaintner
- Thomas Kronthaler
- Laura Lackmann
- Peter Ladkani
- Caroline Link[1]
- Dustin Loose
- Angelina Maccarone
- Kolja Malik[8]
- Timo Joh. Mayer
- Sabrina Mertens
- Franziska Meyer Price
- Eoin Moore
- David Nawrath
- Nana Neul
- Sebastian Niemann
- Benjamin Quabeck
- Burhan Qurbani
- Axel Ranisch
- Roland Reber
- Benjamin Reding
- Dominik Reding
- Stephan Rick
- Kilian Riedhof
- Oskar Roehler
- Andi Rogenhagen
- Marcus H. Rosenmüller
- Christopher Roth
- Thilo Graf Rothkirch
- Jonas Rothlaender
- Bernd Sahling
- Ali Samadi Ahadi
- Axel Sand
- Elisabeth Scharang
- Hans-Christian Schmid
- Maria Schrader[1]
- Til Schweiger
- Matthias Schweighöfer
- Christian Schwochow
- Faraz Shariat
- Daryush Shokof
- Nico Sommer
- Mia Spengler
- René Sydow
- Hüseyin Tabak
- Peter Thorwarth
- Tini Tüllmann
- Simon Verhoeven
- Connie Walther
- Marcel Walz
- Hans Weingartner
- Gero Weinreuter
- Ralf Westhoff
- Sharon von Wietersheim
- Malte Wirtz
- Soleen Yusef
- Ezra Tsegaye

### Dokumentarfilm
- Karin Albers
- Martin Baer[9]
- Arne Birkenstock
- Jürgen Brügger
- Norbert Busè
- Robert Cibis
- Carl-A. Fechner
- Marc Eberle
- Thomas Frickel
- Eric Friedler
- Andreas Geiger
- Mansour Ghadarkhah
- Jörg Haaßengier
- Achim Michael Hasenberg
- Imad Karim
- Dietmar Klein
- Nives Konik
- Therese Koppe
- Dave Lojek
- Arne Lorenz
- Benedict Mirow
- Peter Moers
- Kai Münch
- Frank Papenbroock
- Martin Papirowski
- Fritz Poppenberg
- Meinhard Prill
- Alexander Samsonow
- Klaus Stanjek
- Karin Steinberger
- Hito Steyerl
- Andres Veiel
- Hans-Erich Viet
- Marie Wilke
- Claus Wischmann
- Douglas Wolfsperger
- Ilona Ziok

### Trickfilm/Animation
- Christina Schindler

### Experimentalfilm
- Nicolai Borger
- Marian Dora[10][11][12]
- Carsten Aschmann
- Orla Wolf